# Caridad Jerez Castellanos
Caridad Jerez Castellanos (Palma, 23 de gener de 1991) és una atleta espanyola especialitzada, entre altres disciplines, en les carreres de tanques de 60 i 100 metres, i relleus. Ha estat proclamada campiona d'Espanya d'atletisme (tant en exterior com a pista coberta) en les modalitats de 60 i 100 metres tanques i de relleus de 4 x 100 metres.

## Carrera
Va començar la seva carrera esportiva d'alt nivell l'any 2009, participant en el Campionat Europeu d'Atletisme Sub-20 que se celebrava a la ciutat sèrbia de Novi Sad, on va competir en la modalitat de 100 metres tanques, quedant dissetena en la classificació, amb un temps de 14,25 segons. A l'any següent, en el Campionat Mundial Junior d'Atletisme de Moncton (Canadà) va participar en les carreres de 100 metres tanques i de relleus en 4 x 100 metres, quedant fora de la final en tots dos casos.
En 2014, en el Campionat Europeu d'Atletisme de Suïssa tornava a quedar fora de la final, després de no superar un temps de 13,13 segons en els 100 metres tanques. A l'any següent, tornava a quedar fora de les finals en el Campionat Europeu d'Atletisme en Pista Coberta, celebrat a Praga on participava en la prova de 60 metres tanques, i en el Campionat Mundial d'Atletisme de Pequín, aquesta vegada en 100 metres tanques.
En 2016 va participar per primera vegada en uns Jocs Olímpics. En Río 2016 va quedar allunyada dels llocs principals, deixant la presència espanyola en un trentè setè lloc en els 100 metres tanques, amb 13,26 segons. Altres esdeveniments esportius a nivell internacional en els quals ha concorregut van ser el Campionat Europeu d'Atletisme en Pista Coberta de 2017 de Belgrad, on va quedar desè vuitena en la classificació dels 60 metres tanques (8,26 segons); el Campionat Europeu d'Atletisme de Berlín (2018), eliminada en la classificació en quedar vintè quarta en els 100 metres barres (15,34 s.); o en 2019 en la segona edició dels Jocs Europeus de Minsk, on va obtenir el seu millor resultat, en quedar sisena en els 100 metres tanques, en deixar una marca de 13,28 segons.
En disciplina nacional, Caridad Jerez ha estat proclamada campiona d'Espanya en les modalitats de 60 i 100 metres tanques, així com part de l'equip de relleus de 4 x 100 metres en diverses ocasions. Ho va ser en 2011, a Màlaga, en 100 metres tanques (13,72 s.) i relleus 4 x 100 metres (46,37 s.); en 2015, en les mateixes categories; en 2016 i 2018, en 100 metres tanques (13,15 s. i 13,41 s., respectivament); i en 2019 en l'equip de relleus (44,67 s.). També ha estat tetracampeona espanyola en la parcel·la de pista coberta en guanyar en la modalitat de 60 metres tanques en els anys 2016 (8,25 s.), 2017 (8,11 s.), 2018 (8,35 s.) i 2019 (8,32 s.). En l'edició de 2020, abans de suspendre's tota la temporada per la pandèmia del coronavirus, celebrat a Orense, guanyava la medalla de plata en el campionat nacional en els 60 metres tanques, amb un temps de 8,09 segons, que va suposar la seva millor marca personal.
En l'ambit personal, ha estudiat Magisteri d'Educació Primària per la Universitat Internacional de La Rioja.